# Jogo não cooperativo

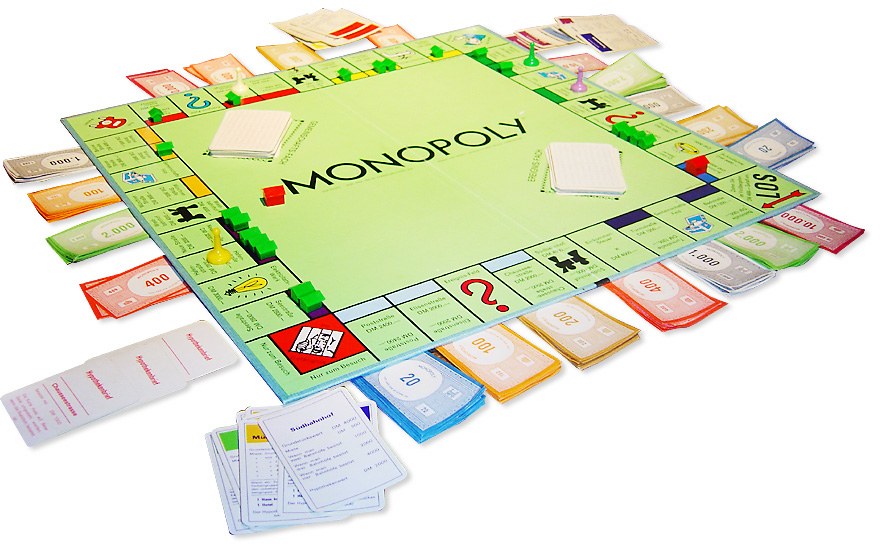
O Monopólio, um jogo não cooperativo.

Na teoria dos jogos, um jogo não cooperativo é um jogo no qual os jogadores tomam decisões independentemente para seu benefício pessoal, o qual não impede que em alguns casos tal tomada de decisões possa favorecer a todos, sendo isto o que é procurado nos jogos cooperativos.